# Richelle Mead

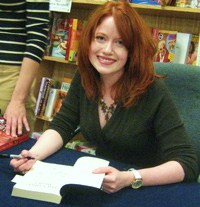
Richelle Mead

Richelle Mead (* 12. November 1976 in Michigan) ist eine US-amerikanische Fantasy-Autorin. Sie schreibt zurzeit eine fortlaufende Buchreihe: die Age of X-Reihe. Die Vampire Academy-Reihe, die Bloodlines-Reihe, sowie die Georgina Kincaid-Reihe sind abgeschlossen, wobei die Vampire Academy-Reihe als Grundlage und Vorgänger der Bloodlines-Reihe dient, bei der es zu einem Wechsel des Erzählers kommt. Noch ist sich die Autorin nicht im Klaren, ob sie zukünftig ein weiteres Buch in der bisher vier-teiligen Dark Swan-Reihe verfassen wird. 2014 wurde auf Grundlage ihres Buches Blutsschwestern der Film Vampire Academy veröffentlicht.
Sie wurde in Michigan geboren und lebt in Kirkland.

## Bibliografie

### Romane

#### Georgina Kincaid
- Succubus Blues, Kensington Books 2007, ISBN 0-7582-1641-6
  - Succubus Blues – Komm ihr nicht zu nah, Ubooks 2009, Übersetzer Alfons Winkelmann, ISBN 978-3-86608-095-9
- Succubus on Top, Kensington Books 2008, ISBN 978-0-7582-1642-7
  - Succubus on Top – Ihr Kuss ist tödlich, Ubooks 2009, Übersetzer Alfons Winkelmann, ISBN 978-3-86608-114-7
- Succubus Dreams, Kensington Books 2008, ISBN 978-0-7582-1643-4
  - Succubus Dreams – Verlangen ist ihre schärfste Waffe, Ubooks 2010, Übersetzer Alfons Winkelmann, ISBN 978-3-86608-123-9
- Succubus Heat, Kensington Books 2009, ISBN 978-0-7582-3199-4
  - Succubus Heat – Heißer wird's nicht, Ubooks 2010, Übersetzerin  Katrin Reichardt, ISBN 978-3-86608-136-9
- Succubus Shadows, Kensington Books 2010, ISBN 978-0-7582-5817-5
  - Succubus Shadows – Die dunkle Seite der Versuchung, Ubooks 2011, Übersetzerin  Katrin Reichardt, ISBN 978-3-86608-150-5
- Succubus Revealed, Kensington Books 2011, ISBN 978-0-7582-7449-6
  - Succubus Revealed, Ubooks 2011, Übersetzerin  Katrin Reichardt, ISBN 978-3-86608-154-3

#### Dark Swan
Alle übersetzt von Frank Böhmert.
- Storm Born, Zebra Books / Kensington Publishing Corp. 2008, ISBN 978-1-4201-0096-9
  - Sturmtochter, LYX Egmont 2010, ISBN 978-3-8025-8211-0
- Thorn Queen, Zebra Books / Kensington Publishing Corp. 2009, ISBN 978-1-4201-1113-2
  - Dornenthron, LYX Egmont 2010, ISBN 978-3-8025-8212-7
- Iron Crowned, Zebra Books / Kensington Publishing Corp. 2011, ISBN 978-1-4201-2252-7
  - Feenkrieg, LYX Egmont 2011, ISBN 978-3-8025-8484-8
- Shadow Heir, Zebra Books / Kensington Publishing Corp. 2011, ISBN 978-1-4201-2788-1
  - Schattenkind, LYX Egmont 2012, ISBN 978-3-8025-8798-6

#### Vampire Academy
Alle übersetzt von Michaela Link.
- Vampire Academy, Razorbill 2007, ISBN 978-1-4406-7859-2
  - Blutsschwestern, LYX Egmont 2009, ISBN 978-3-8025-8201-1
- Frostbite, Razorbill 2008, ISBN 978-1-59514-175-0
  - Blaues Blut, LYX Egmont 2009, ISBN 978-3-8025-8202-8
- Shadow Kiss, Razorbill 2008, ISBN 978-0-606-08944-9
  - Schattenträume, LYX Egmont 2009, ISBN 978-3-8025-8203-5
- Blood Promise, Razorbill 2009, ISBN 978-1-59514-198-9
  - Blutschwur, LYX Egmont 2010, ISBN 978-3-8025-8204-2
- Spirit Bound, Razorbill 2010, ISBN 978-1-59514-250-4
  - Seelenruf, LYX Egmont 2010, ISBN 978-3-8025-8346-9
- Last Sacrifice, Razorbill 2010, ISBN 978-1-59514-306-8
  - Schicksalsbande, LYX Egmont 2011, ISBN 978-3-8025-8347-6

#### Bloodlines
Alle übersetzt von Michaela Link.
- Bloodlines, Razorbill 2011, ISBN 978-1-59514-317-4
  - Falsche Versprechen, LYX Egmont 2012, ISBN 978-3-8025-8786-3
- The Golden Lily, Razorbill 2012, ISBN 978-1-59514-318-1
  - Die goldene Lilie, LYX Egmont 2012, ISBN 978-3-8025-8836-5
- The Indigo Spell, Razorbill 2013, ISBN 978-1-59514-319-8
  - Magisches Erbe, LYX Egmont 2013, ISBN 978-3-8025-8837-2
- The Fiery Heart, Razorbill 2013, ISBN 978-1-59514-320-4
  - Feuriges Herz, LYX Egmont 2014, ISBN 978-3-8025-9410-6
- Silver Shadows, Razorbill 2014, ISBN 978-1-59514-321-1
  - Silberschatten, LYX Egmont 2015, ISBN 978-3-8025-9554-7
- The Ruby Circle, Razorbill 2015, ISBN 978-1-59514-322-8
  - Der rubinrote Zirkel, LYX Egmont 2015, ISBN 978-3-8025-9848-7

#### Age of X
- Gameboard of the Gods, Dutton 2013, ISBN 978-0-525-95368-5
- The Immortal Crown, Dutton 2014, ISBN 978-0-525-95369-2

#### The Glittering Court
- The Glittering Court, Razorbill 2016, ISBN 978-1-59514-841-4
  - The Promise : der goldene Hof, one 2017, Übersetzerin Susann Friedrich, ISBN 978-3-8466-0050-4
- Midnight Jewel, Razorbill 2017, ISBN 978-1-59514-843-8
- The Emerald Sea, Razorbill 2018, ISBN 978-1-59514-845-2

### Anthologien
- “Brushstrokes,” Dreams & Desires Vol. 1 (Freya’s Bower, Februar 2007) (mit Charakteren aus der Georgina Kincaid Reihe)
- “City of Demons,” Eternal Lover (Kensington, April 2008) (mit Charakteren aus der Georgina Kincaid Reihe)
- “Blue Moon,” Immortal: Love Stories With Bite (BenBella Books, August 2008)